# Schaefferia angustifolia
Schaefferia angustifolia är en benvedsväxtart som beskrevs av Ignatz Urban och Ekman. Schaefferia angustifolia ingår i släktet Schaefferia och familjen Celastraceae. Inga underarter finns listade.